# Heckler & Koch SL8
El Heckler & Koch SL8 es un fusil semiautomático deportivo fabricado por Heckler & Koch. Es la versión civil del fusil de asalto Heckler & Koch G36. Este fusil dispara el cartucho .223 Remington o 5,56 x 45 OTAN y tiene un cargador extraíble de 10 cartuchos (aunque algunas versiones europeas pueden usar los cargadores de 30 balas del G36, como puede verse en la foto del cuadro). A diferencia de los modelos más antiguos de fusiles HK, el SL8 utiliza un sistema de cerrojo como los vistos en el AR-18. El SL8 fue inicialmente desarrollado para el Bundeswehr alemán, con el fin de suministrar un arma de entrenamiento similar al G36 a los reservistas y al mismo tiempo ser suministrado a organizaciones que no pueden obtener armamento militar.

## Diseño
Para adaptar el SL8 al mercado civil, el pistolete y la culata plegable del G36 han sido sustituidos por una culata fija con un agujero para introducir el dedo pulgar, funcionando a modo de empuñadura, eliminando así la culata separada del pistolete como en el G36. Además, para cumplir con el Acta de Control de Armas de 1968 (fiscalizado por la BATF), los SL8 exportados a los Estados Unidos han sido modificados de tal modo que sean incompatibles con los cargadores del G36. Por tal motivo este fusil, al menos en Estados Unidos, solamente emplea cargadores monohilera de 10 cartuchos.
Otras modificaciones que han sido hechas al SL8, incluyen un gatillo aligerado, una carrillera ajustable, un guardamano que puede ser personalizado de acuerdo al usuario, así como un cañón más pesado y más preciso. El SL8 no tiene agarradera de transporte ni la mira óptica integral del G36, aunque éstos puedan ser comprados aparte y ser montados al arma.
Muchas piezas del G36 pueden emplearse en el SL8, pero el pistolete y la culata plegable no pueden ser usados sin una modificación previa. Al menos una compañía estadounidense (Black Market Parts) ha fabricado una culata plegable para el SL8, y otra compañía estadounidense fabrica un accesorio de montaje especializado que permite ponerle la culata del G36.
Muchos usuarios estadounidenses del SL8 lo han modificado para aceptar cargadores de gran capacidad y/o parecerse al G36, incorporando un pistolete y una culata plegable. El SL8 estadounidense no acepta cargadores de gran capacidad a menos que el cabezal del cerrojo con un solo tetón del SL8 sea sustituido con un cabezal con dos tetones del G36, se reemplace el brocal del cargador y se modifique el cajón de mecanismos para permitir la inserción de un cargador más ancho. Sin embargo, estas modificaciones hechas a los fusiles SL8 (o a cualquier otro fusil importado) tienen significativas implicaciones según el Acta de Control de Armas de 1968, que prohíbe (entre otras), el ensamblado de fusiles que no pueden ser importados a partir de piezas importadas. Las personas interesadas en tales modificaciones deben consultar el Departamento de Tecnología de las Armas de Fuego del BATF, localizado en Martinsburg, Virginia Occidental.

## Otras versiones
SL9SD:
Es una versión de 7,62 mm del SL8 en desarrollo por H&K. 
- Tipo y Operación: fusil semiautomático, cerrojo accionado por gas, con cabezal rotativo.

- Calibre y Municiones: Es de calibre 7,62 mm y emplea el cartucho 7,62 x 37 (llamado también .300 Whisper —un cartucho subsónico fabricado alargando el casquillo de un Remington "Fireball", pasando del calibre .221 a .308 y utilizando una bala Sierra MatchKing de 240 granos—). Este cartucho puede cargarse y emplearse desde cargadores para cartuchos 5,56 x 45 OTAN. El Whisper tiene la misma efectividad, poder de parada y peso que un .45 ACP estándar, pero su menor calibre aumenta enormemente su poder de penetración en chalecos antibalas.

HK R8
Una versión modificada del SL8, conocido como el R8, es fabricada con un cerrojo de acción rectilínea y usa un cargador de 5 o 10 balas. Estos cambios fueron hechos para permitir que el fusil sea vendido a tiradores deportivos en países cuyas leyes de control de armas son muy estrictas, como el Reino Unido, Australia y Canadá.
Este fusil conserva el aspecto general del SL8, aunque tenga una mira y una agarradera de transporte similares a las del fusil G36, estando disponible en colores negro o gris.
En abril de 2008, el gobierno de Victoria intentó prohibir el HK R8 en la municipalidad, afirmando que el fusil puede ser fácilmente convertido a un arma semiautomática o totalmente automática. Heckler & Koch apeló a esta reclamación, declarando que el fusil fue construido desde el inicio como un arma de fuego de cerrojo manual.
En abril de 2009, el Comisario de Policía del estado de Victoria reclasificó esta arma en la "Categoría D". Esto coloca el R8 legalmente en la misma categoría que cualquier otro fusil semiautomático que emplea cartuchos de percusión central (Centerfire).